# شركة البريد والتلغراف البرازيلية

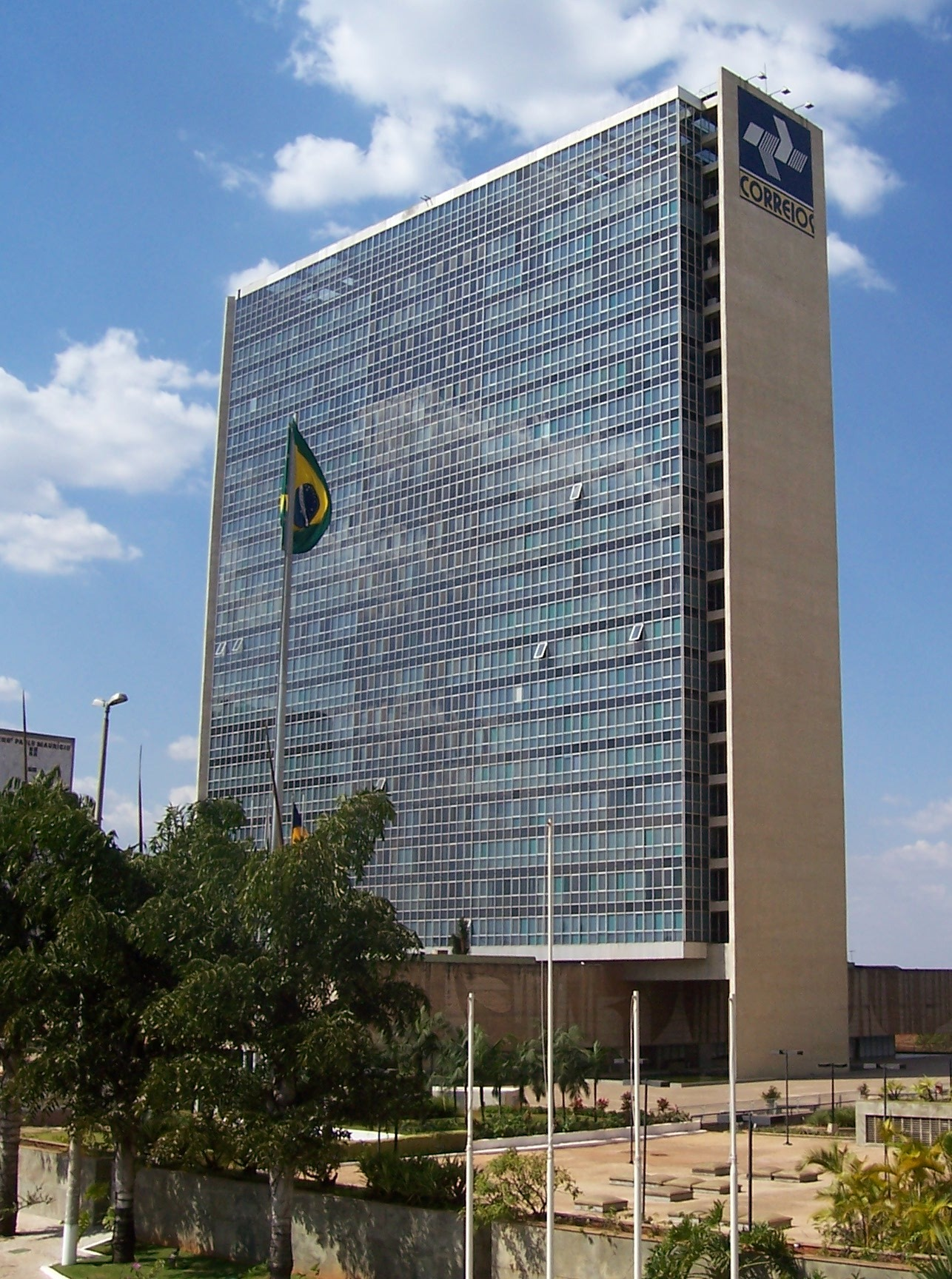
مقر كوريوس في برازيليا

شركة البريد والتلغراف البرازيلية (بالبرتغالية : Empresa Brasileira de Correios e Telégrafos) ، والمختصرة باسم (ECT) ، والمعروفة أيضًا باسم (Correios) ، هي شركة مملوكة للدولة تدير الخدمة البريدية الوطنية للبرازيل منذ القرن السابع عشر. 
قامت الشركة بإنشاء وإدارة نظام الرمز البريدي البرازيلي المعروف باسم (Código de Endereçamento Postal) . كما أنها توفر منصة التجارة الإلكترونية ( CorreiosNet Shopping ) ، والخدمات المصرفية ( Banco Postal ) التي تعمل كوكيل لـبانكو دو برازيل ،  جمع دفع فواتير البوليتو وخدمة البريد السريع سيدكس ، مع شبكة خدماتها الدولية التي تصل إلى أكثر من 220 دولة حول العالم. وهي أكبر صاحب عمل في البرازيل حيث يعمل بها أكثر من 109000 موظف وموظف خارجي، كونها الشركة الوحيدة التي تتواجد في جميع البلديات في البلاد، مع شبكة واسعة من الوحدات المملوكة والممتازة . الشركة مملوكة بالكامل للحكومة الفيدرالية للبرازيل وخاضعة لوزارة الاتصالات.

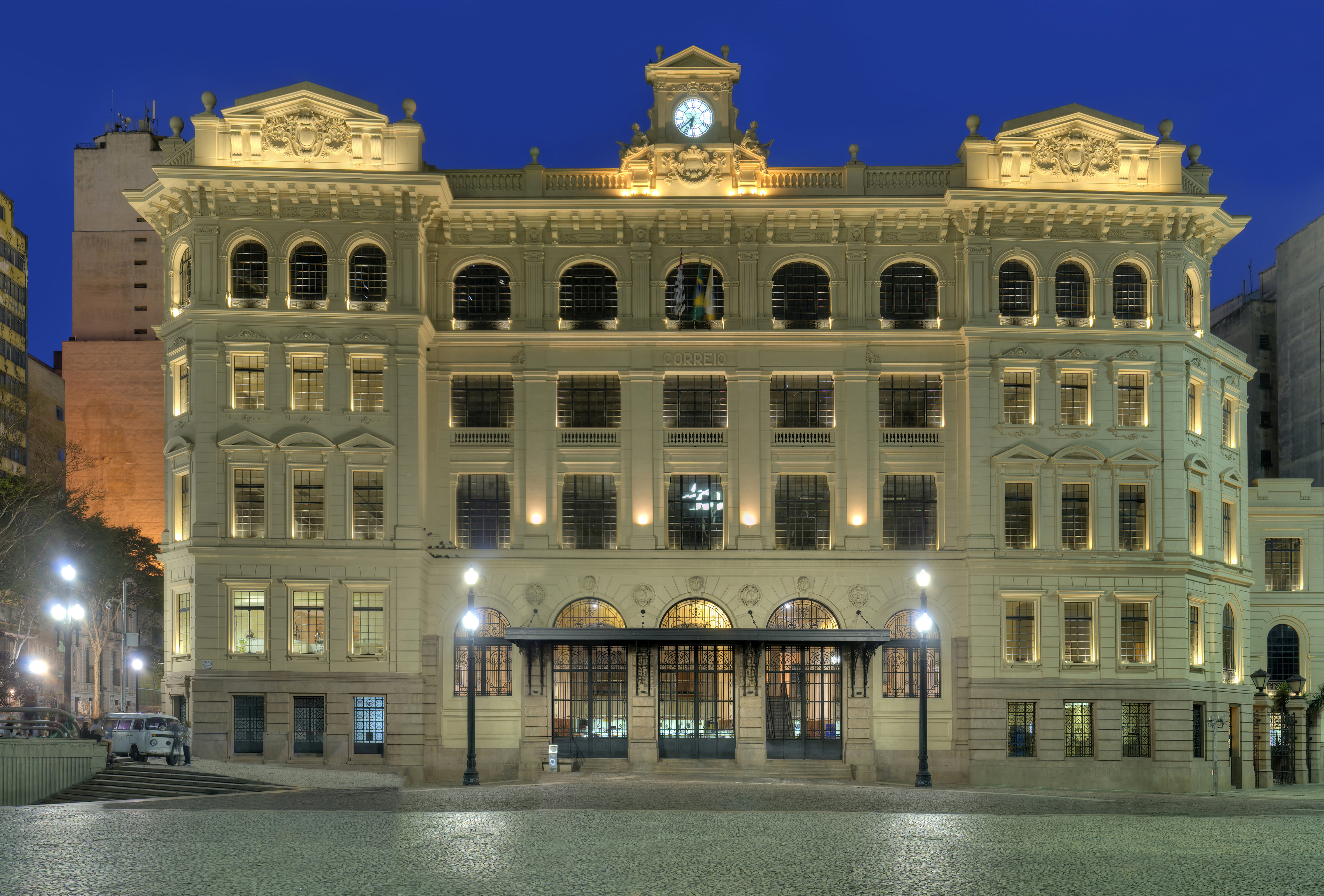
مكتب بريد الشركة المركزي في ساو باولو.

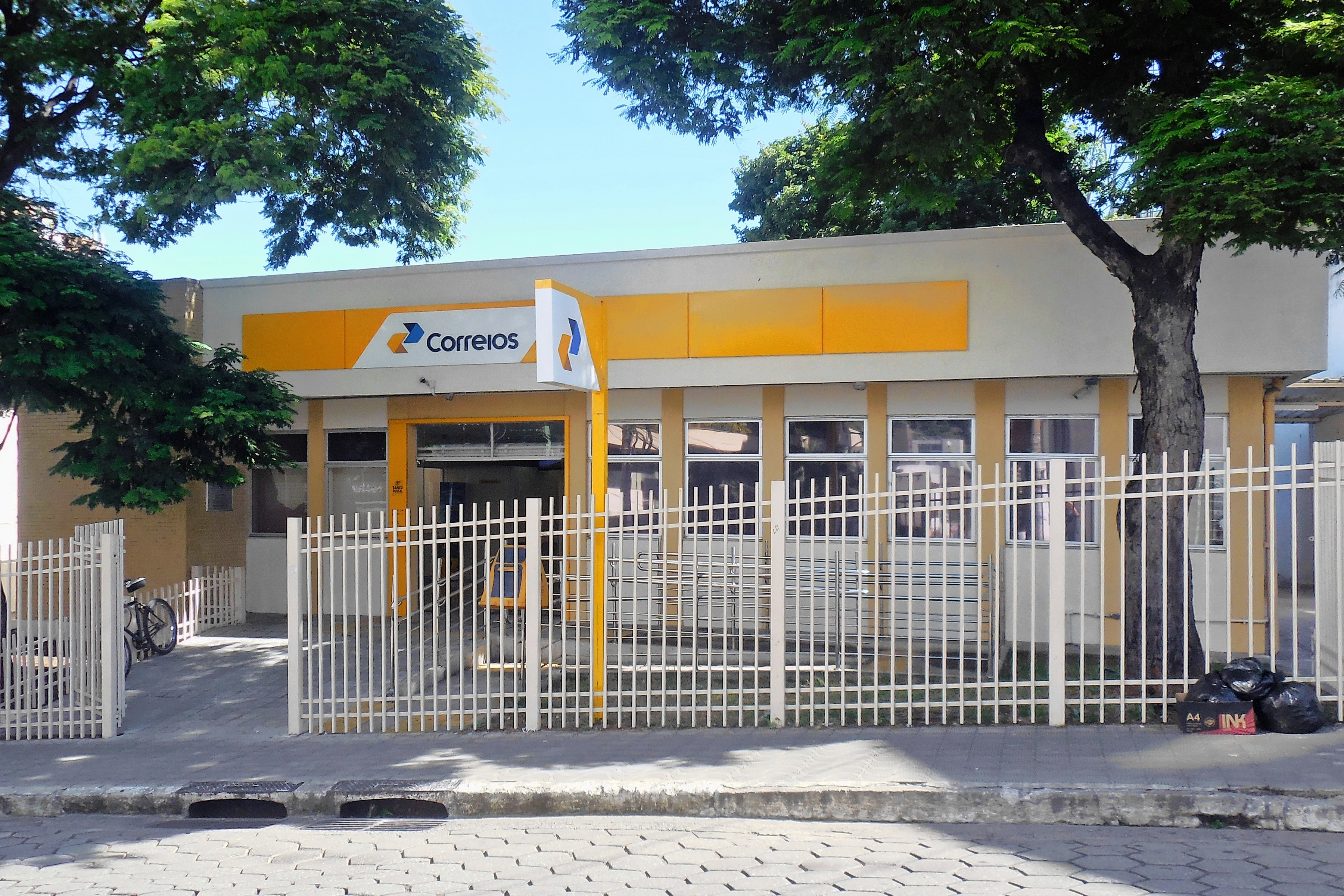
مكتب بريد عادي في كولونيل فابريكانو ، ميناس جيرايس.

## روابط خارجية
- الموقع الرسمي (البرتغالية والإسبانية والإنجليزية)